# Баянлиг
Баянлиг (монг. Баянлиг) — сомон аймака Баянхонгор в Южной Монголии, площадь которого составляет 11 918 км². Численность населения по данным 2006 года составила 3 316 человек.
В сомоне Баянлиг расположена пещера Цагаан-Агуй («Белая пещера»). В этой пещере некогда жили люди Каменного века около 700 тысяч лет назад.